# Liste von ehemals zweigleisigen Eisenbahnstrecken
Aufgrund des Rückgangs der Verkehrsnachfrage, durch Kriegsereignisse oder Nachkriegsdemontagen sind in Deutschland und anderen meist europäischen Ländern oft früher zwei- oder mehrgleisig ausgebaute Eisenbahnstrecken auf ein Gleis zurückgebaut worden.

## Geschichtlicher Überblick
Bereits zu Beginn des Baus von Eisenbahnstrecken wurden einzelne wichtige Strecken zweigleisig angelegt, da die Kapazität einer zweigleisigen Strecke mehr als das Doppelte einer eingleisigen Strecke beträgt. In Mitteleuropa begann aber erst seit ca. 1860 der umfangreiche zweigleisige Ausbau vorhandener Hauptbahnen. Auch neue Strecken wurden, vor allem, wenn sie ebenfalls Hauptbahnen werden sollten, entweder gleich zweigleisig gebaut oder zumindest mit einer für zwei Gleise ausgelegten Trasse angelegt. Im Umfeld vieler Großstädte und/oder Eisenbahnknotenpunkte wurden Strecken oft auch drei- oder viergleisig ausgebaut, meist wurden dann entweder Personen- und Güterverkehr oder Fern- und Vorortverkehr voneinander getrennt.
In den Jahren vor dem Ersten Weltkrieg wurden in Deutschland neben Hauptbahnen auch gelegentlich Nebenbahnen zweigleisig ausgebaut, vor allem in den gemäß dem Schlieffen-Plan benötigten voraussichtlichen Aufmarschgebieten im Westen. Mehrere Nebenbahnen der Eifel und der Pfalz erhielten zweite Gleise, obwohl das Verkehrsaufkommen in Friedenszeiten dies ökonomisch nicht rechtfertigte.
Nach dem Ersten Weltkrieg musste die Deutsche Reichsbahn entsprechend den Bestimmungen des Versailler Vertrags solche Strecken oft auf ein Gleis zurückbauen. Veränderte Militärstrategien führten dazu, dass viele dieser Strecken auch während der Aufrüstung vor dem Zweiten Weltkrieg ihr zweites Gleis nicht zurückerhielten. Andere Strecken wurden vor dem Zweiten Weltkrieg zwar zweigleisig ausgebaut, allerdings meist aufgrund des normalen Verkehrswachstums und nicht aufgrund militärischer Anforderungen.
Nach dem Zweiten Weltkrieg wurde durch die Sowjetunion in ihrer Besatzungszone mit umfangreichen Demontagen und Reparationen begonnen. Neben dem kompletten Abbau der Fahrleitungsanlagen der elektrifizierten Strecken rund um Leipzig und Magdeburg wurden vor allem fast alle zwei- oder mehrgleisigen Strecken auf ein Gleis zurückgebaut. Nur sehr wenige Abschnitte, so die Verbindung Berlin–Frankfurt (Oder) der NME blieben zweigleisig.
Die Deutsche Reichsbahn begann allmählich damit, die zweiten Gleise wieder aufzubauen. Bis zur Wende in der DDR erhielt ein großer Teil der vor 1945 zweigleisigen Strecken ihr zweites Gleis zurück. Einige kamen nach 1990 hinzu. Ein Teil blieb jedoch bis heute eingleisig.
In Westdeutschland wurden lediglich in der französischen Besatzungszone einzelne Strecken auf ein Gleis zurückgebaut. Die im Westen ab 1949 den Eisenbahnverkehr betreibende Deutsche Bundesbahn baute zunächst das zweite Gleis auf Strecken zurück, die aufgrund der deutschen Teilung ihre Verkehrsbedeutung verloren hatten. Seit den 70er Jahren begann sie auch mit dem Rückbau auf anderen, inzwischen nur noch relativ schwach ausgelasteten Strecken. Nur vereinzelt wurden von der Bundesbahn noch eingleisige Strecken zweigleisig ausgebaut. Hingegen wurden einzelne Abschnitte im Zuge des Ausbaus des ICE-Verkehrs sogar mehrgleisig.
Die Deutsche Bahn AG hat zwar weitgehend darauf verzichtet, weiter zweigleisige Strecken auf ein Gleis zurückzubauen. Sie wird allerdings inzwischen vielfach dafür kritisiert, dass sie durch den Abbau von Ausweich- und Überholgleisen sowohl auf zwei- als auch auf eingleisigen Strecken die Kapazität stark reduziert. Die Kritik stammt vor allem von privaten Eisenbahnunternehmen, die damit ihre im Zuge der Bahnreform erreichten Wettbewerbsmöglichkeiten eingeschränkt sehen. Die DB AG argumentiert mit den erheblichen Kosteneinsparungen, die durch den Abbau möglich seien.
In anderen europäischen Ländern sind Strecken in geringerem Umfang auf nur ein Gleis zurückgebaut worden. Demontagen aufgrund von Kriegsereignissen wurden nur in Einzelfällen durchgeführt. Erst der Rückgang der Nachfrage im Eisenbahnverkehr hat vermehrt dazu geführt, dass etwa auch in Belgien, Luxemburg, Frankreich, Österreich oder Polen einzelne Strecken ihr zweites Gleis verloren haben.
Außerhalb Europas wurden besonders in Kanada und der Osthälfte der Vereinigten Staaten zwei- und mehrgleisige Strecken auf ein Gleis zurückgebaut.

## Deutschland

### Baden-Württemberg
- Rückbau nach dem Zweiten Weltkrieg
  - Möckmühl – Züttlingen (3,7 km)[1]
  - Horb – Tuttlingen (70,9 km)
- Rückbau nach 1949 durch die Deutsche Bundesbahn
  - Eutingen im Gäu – Hochdorf (b Horb) (4,7 km)
  - Althengstett – Calw (10,8 km; 1961)[2]
  - Bretten – Heilbronn Hbf
  - Baden-Oos–Baden-Baden (4,3 km)
  - Güterzugstrecke Bruchsal – Abzw Bruchsal Ost
  - Brandbühl West–Brandbühl Ost (1,0 km; Rückbau auf ein Gleis 1987 im Zuge der Sanierung des Brandbühltunnels)[3]
- Rückbauzeitpunkt unbekannt
  - Abzw Lerchenberg–Kornwestheim Pbf

### Bayern
- Rückbau im Zweiten Weltkrieg
  - Huglfing–Murnau (12,9 km)
  - Pilsting–Plattling (21,4 km)
- Rückbau nach 1949 durch die Deutsche Bundesbahn
  - Schweinfurt–Mühlfeld (57,1 km)
  - Daglfing–Trudering (1,3 km; 1959)[4]
  - Hallstadt–Höflein (2 km; 1963)[5]
  - Stammbach–Marktschorgast (11,3 km; 1982)[6]
  - Coburg–Coburg Gbf (1,7 km)

### Berlin/Brandenburg
- Abgebaut nach dem Zweiten Weltkrieg
  - Lübbenau – Cottbus (29,1 km)[veraltet]
  - Passow – Grenze (30 km)
  - Cottbus–Forst (Lausitz) (24,3 km)
  - Falkenberg – Jüterbog (49,1 km)

### Hessen
komplett abgebaut:
- Zerstört im Zweiten Weltkrieg und nicht wieder aufgebaut
  - Rüdesheim/Geisenheim – Laubenheim (Nahe)/Ockenheim
- Rückbau
  - Darmstadt–Goddelau

ein Gleis abgebaut:
- Rückbau
  - Friedberg–Friedrichsdorf

### Mecklenburg-Vorpommern
- Abgebaut nach dem Zweiten Weltkrieg
  - Ducherow – Swinemünde – Ahlbeck Heringsdorf (55,4 km, Ducherow – Ahlbeck (teils Polen) komplett abgebaut)
  - Bad Kleinen – Grevesmühlen – Herrnburg – Grenze (– Lübeck), davon ca. 52 km in Mecklenburg
  - Bützow – Güstrow – Lalendorf – Teterow (42,5 km)

### Niedersachsen
komplett abgebaut:
- Rückbau vor dem Zweiten Weltkrieg
  - Friedland – Arenshausen (komplett abgebaut) (≈ 6 km)
  - Göttingen – Rosdorf (4,3 km, 1867–1922, neue Trassierung durch Höherlegung der Bahnanlagen in Göttingen 1913–1923)
- Rückbau nach 1949 durch die Deutsche (Bundes)bahn
  - Fümmelse – Wolfenbüttel (ca. 4 km)[7]
  - Schöppenstedt – Jerxheim – Landesgrenze (ca. 15 km)
  - Alversdorf – Schöningen – Jerxheim – Börßum (≈ 36 km)
  - Vienenburg – Langelsheim (≈ 18 km)
  - Göttingen – Hann. Münden (über Dransfeld, 33,9 km)

ein Gleis abgebaut:
- Nach Zweitem Weltkrieg nur eingleisig wieder in Betrieb genommen
  - Vienenburg – Bad Harzburg (≈ 8 km)
  - Himmelpforten – Hechthausen (≈ 6 km)
  - Helmstedt – Alversdorf (≈ 9 km)
  - Grenze Sachsen-Anhalt – Vienenburg (≈ 5 km, heute Teil der Bahnstrecke Ilsenburg–Vienenburg)
  - Walkenried – innerdeutsche Grenze – Nordhausen (≈ 29 km, davon ≈ 3 in Nds)
  - Leer (Ostfriesl) Süd–Leer (Ostfriesl) Gbf (≈ 0,7 km)[8]

- Rückbau nach 1949 durch die Deutsche (Bundes)bahn
  - Dörpen – Lehe (5,1 km)
  - Langwedel – Soltau – Uelzen – Wieren – Schnega (128,7 km; Uelzen–Veerßen zweigleisig; Wiederaufbau östlich von Uelzen geplant)
  - Löhne – Hameln – Elze (82,0 km, davon ≈ 56 in Nds.)
  - Landesgrenze – Holzminden – Stadtoldendorf (≈ 17 km)
  - Vorwohle – Kreiensen (23 km)
  - Höxter-Ottbergen – Northeim (64,0 km)
  - Wolfenbüttel – Schöppenstedt (≈ 17 km)
  - Börßum – Salzgitter-Bad – Neuekrug-Hahausen (≈ 34 km)
  - Vienenburg – Oker (≈ 8 km)

### Nordrhein-Westfalen
- Rückbau
  - Stolberg–Walheim (17,1 km)
  - Goch – Hassum – Gennep (NL) (1938; 9,8 km bis zur Grenze)
- Abgebaut nach dem Zweiten Weltkrieg
  - Essen-Überruhr – Essen-Steele (Ruhrbrücke nur eingleisig wieder aufgebaut) (≈ 2 km)
  - Kall – Nettersheim (9,8 km) und Blankenheim – Schmidtheim (4,5 km)
- kompletter Rückbau nach 1949 durch die Deutsche Bundesbahn
  - Unna – Königsborn – Welver (≈ 20 km)
  - Essen-Kettwig–Mülheim-Styrum Abschnitt Kettwig Stausee–Styrum (15 km, 1898–1955)
  - Düren – Bedburg
  - Umgehungsbahn Bielefeld – Brake (Schildescher Viadukt, 1944–1964)[9]
  - Holzminden–Scherfede (49,2 km)
- ein Gleis abgebaut nach 1949 durch die Deutsche Bundesbahn
  - Menzelen West – Wesel Hervest-Dorsten – Haltern (≈ 53,1 km)
  - Düren – Euskirchen (30,3 km)
  - Kuchenheim – Rheinbach (9,1 km) und Witterschlick – Kottenforst (3,1 km)
  - Bedburg – Grevenbroich
  - Schwerte (Ruhr) – Schwerte (Ruhr) Ost (≈ 2 km)
  - Schwerte (Ruhr) Ost – Heide (≈ 3 km)
  - Opladen – Remscheid-Lennep (Balkanexpress)
  - Hagen-Oberhagen – Brügge (Westf.) (22,0 km)
  - Bahnstrecke Winterswijk–Gelsenkirchen-Bismarck 8,3 km zwischen Zweckel und Kanalbrücke
  - Nijmegen – Kleve 26 km, davon 14 in Deutschland[10]
  - Brilon Wald – Warburg (Westf)
  - Höxter-Ottbergen – Landesgrenze (≈ 15 km)
  - Rheydt – Dalheim – Roermond

### Rheinland-Pfalz/Saarland
- Rückbau nach dem Ersten Weltkrieg
  - Gerolstein – Pronsfeld – Bleialf – belgische Grenze (≈ 50 km)
  - Jünkerath – Losheim – belgische Grenze (≈ 20 km)
  - Langmeil – Marnheim (14,1 km)
- Zerstört im Zweiten Weltkrieg und nicht wieder aufgebaut
  - Abzweig Remagen – Erpel (etwa 3 km),
  - Rüdesheim/Geisenheim – Laubenheim (Nahe)/Ockenheim
  - Abzweig Konz West – Igel (etwa 1 km),
- Abgebaut nach dem Zweiten Weltkrieg
  - Bierbach – Grenze
  - Lissendorf–Pelm (5,0 km), Gerolstein–Birresborn (7,2 km) und Densborn–Kordel (42,1 km)
  - Germersheim–Landau (24,5 km)
  - Landau – Pirmasens Nord – Zweibrücken – Bierbach (71,8 km)
  - Nonnweiler – Türkismühle (ca. 15 km)
  - Homburg – Einöd
  - Walporzheim–Liers (19 km)[11]
  - Winden – Wörth (13,8 km)
- Rückbau nach 1949 durch die Deutsche Bundesbahn
  - Betzdorf – Haiger (36,4 km)
  - Marnheim – Monsheim (13,4 km)
  - Winden – Wissembourg (32,6 km)
- Rückbau nach 1994 durch die Deutsche Bahn
  - Pirmasens Nord–Pirmasens Hbf (6,8 km, 1996)[12]

### Sachsen
- Abbau vor dem Zweiten Weltkrieg
  - Neukirch (Lausitz) West – Neustadt (Sachs)
- Reparationsleistung nach dem Zweiten Weltkrieg
  - Borna – Neukirchen-Wyhra und Geithain – Wittgensdorf (Geithain–Narsdorf seit 2004 wieder zweigleisig, 44,5 km, Neukirchen-Wyhra–Geithain war nie zweigleisig in Betrieb)
  - Niederwiesa–Chemnitz-Hilbersdorf (5 km)[13]
  - Chemnitz–Werdau (56 km),[13] bis in die 1970er Jahre erneut zweigleisig ausgebaut
  - Cottbus – Horka – Görlitz (93,2 km)
  - Ebersbach – Oberoderwitz (11,1 km)
  - Görlitz – Hagenwerder (8,9 km)
  - Leipzig Berliner Bf – Heiterblick, Elbbrücke Torgau (einzige eingleisig verbliebene Abschnitte der Strecken Halle–Cottbus und Leipzig–Eilenburg)
  - Engelsdorf Stellwerk 4 – Liebertwolkwitz (5,7 km)
  - Leipzig Schönefeld – Heiterblick
  - Meißen – Döbeln und Tanndorf – Borsdorf (67,2 km)
  - Wilthen – Neukirch (Lausitz) West (9,4 km)
  - Pirna – Dürrröhrsdorf – Arnsdorf – Pulsnitz (32,9 km)
  - Plauen (Vogtl.) ob Bf – Vojtanov (Pirk–Adorf und Raun–Bad Brambach wieder zweigleisig)
  - Zittau Vorstadt – Kurort Oybin
- Rückbau nach 1949 durch die DR oder die DB AG
  - Erla – Johanngeorgenstadt (14,1 km)
  - Schlema – Schwarzenberg – Erla (7,8 km)
  - Leipzig Hbf – Leipzig Dresdener Gbf – Leipzig-Paunsdorf (zwei Abschnitte) im Jahr 2002

### Sachsen-Anhalt
- Abgebaut nach dem Zweiten Weltkrieg
  - (Uelzen –) Schnega – Salzwedel – Stendal (76,2 km; Abschnitt Hohenwulsch – Rademin wieder zweigleisig, 25,0 km)
  - Stendal – Wustermark (alte Strecke, 74,7 km)
  - Halberstadt – Oschersleben (30,2 km), Hadmersleben – Magdeburg (31,1 km, inzwischen wieder zweigleisig)
  - Halle – Halberstadt (Aschersleben–Frose und Wegeleben–Halberstadt wieder zweigleisig)
  - Halberstadt – Landesgrenze (Wasserleben – Landesgrenze vollständig)
  - Weißenfels – Zeitz (31,3 km)
  - Dessau – Köthen
- Rückbau nach 1949 durch die DR oder die DB AG
  - Wiesenburg – Güterglück (stillgelegt)

### Schleswig-Holstein/Hamburg
- Rückbau nach dem Ersten Weltkrieg
  - Groß-Hansdorf – Beimoor
- Rückbau 1930
  - Niebüll–Süderlügüm (9,6 km)[14]
- Rückbau 1942
  - Hattstedt–Bredstedt (10,3 km)[15]
- Rückbau nach dem Zweiten Weltkrieg
  - Bergedorf–Geesthacht, 1918–1923 und 1939/40–1955 zweigleisig
  - Neumünster–Bad Oldesloe (44,9 km)
  - Tornesch–Uetersen nach 1965 entfernt

### Thüringen
- Abgebaut nach dem Ersten Weltkrieg
  - Küllstedt–Geismar (16,7 km von 1912 bis um 1920)[16]
- Abgebaut nach dem Zweiten Weltkrieg
  - Leinefelde – Silberhausen (9,3 km)
  - Nordhausen – Ellrich (14,5 km)
  - Gera Süd – Wünschendorf (9,4 km)
  - Gößnitz – Glauchau (12,4 km)
  - Abzw Zangenberg – Zeitz – Gera – Weida – Pößneck – Unterwellenborn (89,9 km)
  - Plaue–Gehlberg und Oberhof – Suhl – Grimmenthal – Rentwertshausen – Mühlfeld (48,3 km)
  - Eisenach – Förtha – Bad Salzungen (26,7 km), Schwallungen – Wasungen (3,5 km) und Meiningen – Grimmenthal (7,2 km)
- Planung der Zweigleisigkeit im BVWP 2030
  - Weimar – Jena – Gera (≈ 66 km, größtenteils wieder zweigleisig, zwei eingleisige Abschnitte mit insgesamt etwa 11 km Länge, Ausbau bis jetzt noch unsicher)

## Österreich
Eingleisig zurückgebaute Strecken:
- Kärnten:
  - Rosenbach–Staatsgrenze nächst Rosenbach (5,9 km), im Rahmen der Sanierung des Karawankentunnels 2020/2021[17]
- Niederösterreich:
  - Bahnstrecke Wien–Gmünd: Absdorf-Hippersdorf – Staatsgrenze nächst Gmünd NÖ (119,1 km)
  - Abzw. Zuckerfabrik (Tulln-Stadt) – Moosbierbaum – Heiligeneich (15,1 km)
  - Herzogenburg – Viehofen (6,2 km)
  - Marchegger Zweigstrecke: Stadlau – Marchegg – Anfang Marchbrücke (37,9 km)
- Wien:
  - Wien Freudenau Hafen – Wien Donaukaibahnhof (2,7 km)
  - Wien Brigittenau – Nussdorf (0,3 km)
  - Wien – Nussdorf Kahlenbergbahn (4,9 km, komplett abgebaut)
- Steiermark:
  - Österreichische Südbahn: (Puntigam) – Werndorf – Staatsgrenze nächst Spielfeld-Straß (29,4 km).
Der zweigleisige Wiederaufbau ist in sieben Bauabschnitte unterteilt: Die erste Ausbaustufe umfasst den am 22. November 2009 zweigleisig in Betrieb genommenen Abschnitt Lebring – Kaindorf und den Ende 2012 abgeschlossenen Abschnitt Leibnitz – Wagna[18]. Die zweite Ausbaustufe ist noch im Planungsstadium und umfasst die Abschnitte Werndorf – Wildon, Wildon – Lebring, Wagna – Retznei, Retznei – Ehrenhausen und Ehrenhausen – Staatsgrenze.
  - Leoben Hbf – Leoben Donawitz – St. Peter Freienstein (5,8 km)
  - Erzbergbahn: Hieflau – Hieflau Verschiebebahnhof (0,7 km)

## Schweiz
Eingleisig zurückgebaute Strecken:
- Sissach–Läufelfingen–Olten (18,2 km), 1857 bis 1938 zweigleisig, alte Hauensteinstrecke
- Otelfingen–Wettingen (6,2 km), 1877 bis 1882 zweigleisig, Bülach-Baden-Bahn
- Tunnel du Mont d’Or (6069 m), auf der Strecke Vallorbe–Frasne

## Belgien

### Flandern
- Tienen – Drieslinter (Linie 22), 11,4 km, abgebrochen
- Geulthal – Ronheide (Linie 24A), 4,8 km, 1918–1949 zweigleisig, 1969 abgebrochen
- Antwerpen – Mechelen (Linie 25A), 20,0 km, abgebrochen
- Stichstrecke zum Bahnhof Brussel-Thurn en Taxis (Linie 28 A) 1,4 km, abgebaut im Jahr 2001
- Brussel-Leopoldswijk – Tervuren (Linie 160), 13,1 km, 1970 stillgelegt und abgebrochen
- Oostende – Torhout (Linie 62), 24,4 km, ab 1942 einspurig; 1963 stillgelegt und 1984/1985 abgebaut

### Wallonien
- Liers – Ans (Linie 31), 6,4 km, 1864–2005, stillgelegt und abgebrochen
- Fexhe-le-Haut-Clocher–Ans (Linie 36B) 8,0 km, bis 1999, abgebaut
- Lüttich-Longdoz – Froidmont – Cornillon (Linie 40A), 0,8 km, 1988 stillgelegt und 1990 abgebrochen
- Pepinster – Spa (Linie 44), 11,2 km, 1903–1942 zweispurig,
- Vennquerbahn, Weywertz – Jünkerath (Linie 45A), 14,9 km, 1917–1934 zweispurig, stillgelegt und abgebrochen
- Vennbahn, Stolberg – Sankt Vith (Linie 48), 1908–1934 zweispurig
- Sankt Vith – Lommersweiler (Linie 47), 6,1 km, 1909–1934 zweispurig, stillgelegt und abgebrochen
- Vielsalm – Born (Linie 47A), 23,0 km, 1908–1934 zweigleisig, stillgelegt und abgebrochen

## Dänemark
- Middelfart gamle–Strib 4,4 km

## Frankreich
- Region Bourgogne-Franche-Comté
  - Paray-le-Monial – Givors, 1435 mm Spurweite, 134 km
  - Jussy – Darnieulles, 1435 mm Spurweite, 72,1 km
  - Mouchard – Saint-Amour, 1435 mm Spurweite, 75,9 km
  - Blainville-Damelevières – Lure, 1435 mm Spurweite, teilweise zweigleisig
  - Besançon-Viotte – Vesoul, 1435 mm Spurweite, 63,8 km
- Region Grand Est:
  - Lutterbach–Cernay (Haut-Rhin), 1435 mm Spurweite, 9,14 km Länge
  - Straßburg – Saint-Dié-des-Vosges, 1435 mm Spurweite, 31,3 km Länge
  - Molsheim – Saverne, 1435 mm Spurweite, 86,5 km Länge
  - Obermodern – Schweighouse-sur-Moder, 1435 mm Spurweite, 14,8 km Länge
  - Haguenau – Rastatt, 1435 mm Spurweite
  - Arches – Remiremont, 1435 mm Spurweite, 15,9 km Länge
  - Nancy – Merrey, 1435 mm Spurweite
- Region Île-de-France:
  - Paris – Sceaux, 1750/1435 mm Spurweite, Ligne de Sceaux
  - Paris: Chemin de Fer de Petite Ceinture, 1435 mm Spurweite
- Region Okzitanien:
  - Cauterets – La Raillère, 1000 mm Spurweite, 1,8 km
- Region Normandie:
  - Argentan – Granville, 1435 mm Spurweite, 129 km
  - Eu – Milly-sur-Thérain, 1435 mm Spurweite, 91,3 km
- Region Nouvelle-Aquitaine:
  - Saintes – Royan, 1435 mm Spurweite, 37 km

## Großbritannien
Eingleisig zurückgebaute Strecken:
- Ostengland:
  - Southend-on-Sea, Southend Pier, 1067 mm Spurweite, 2,0 km Länge, Southend Pier Railway[19]
  - Crouch Valley Line: Wickford – Southminster
- Nordwestengland:
  - Blackpool Branch Lines: Kirkham and Wesham – Blackpool South
  - Mid-Cheshire Line: Manchester Central – Altrincham und Mouldsworth – Mickle Trafford (Chester)
  - Kendal and Windermere Railway: Oxenholme – Windermere
- Südostengland:
  - Cotswold Line: Oxford – Ascott-under-Wychwood und Moreton – Worcester (zweites Gleis in Bau von Charlbury nach Ascott und Moreton nach Evesham)
  - Bahnstrecke Eastleigh–Romsey: Eastleigh – Romsey
  - Marshlink Line: Ashford – Ore (seit 1. Oktober 1979)
  - Bahnstrecke Oxford–Bicester: Oxford – Bicester (zweigleisiger Ausbau geplant zwischen Oxford und Islip)
  - Oxted Line: Hever – Cowden, Ashurst – Crowborough, und Buxted – Uckfield (seit 1990)
  - Wealden Line: Royal Tunbridge Wells – Eridge und Uckfield – Lewes
  - Romney, Hythe and Dymchurch Railway, Abschnitt zwischen New Romney und Dungeness bis in den Zweiten Weltkrieg
- Südwestengland:
  - Golden Valley Line: Swindon – Kemble (zweigleisiger Ausbau geplant)
  - West of England Main Line: Salisbury – Templecombe, Yeovil – Pinhoe, und Exeter – Okehampton – Plymouth
- Schottland:
  - Far North Line: Inverness – Dingwall
- Wales:
  - West Wales Line: Llandeilo Junction – Cockett

## Italien
- Bahnstrecke Bergamo–Rovato: bis 1878 Teil der Ferdinandsbahn, in den 1910ern eingleisig zurückgebaut
- Pisa–Collesalvetti

## Luxemburg
- Bahnstreckenabschnitte Ettelbrück–Wilwerwiltz und Drauffelt–Troisvierges bei der Elektrifizierung wegen geringen Tunnelprofils in den 1990ern eingleisig zurückgebaut

## Polen
Unten stehende Liste beinhaltet (wahrscheinlich) alle ehemaligen zweigleisigen Strecken des Jahres 1993.
- Nordwestpolen:
  - Bahnstrecke Szczecin Dąbie–Świnoujście: Rörchen – Gollnow (Rurka – Goleniów)
  - Bahnstrecke Chojnice–Runowo Pomorskie: Neustettin – Hammerstein (Szczecinek – Czarne)
  - Bahnstrecke Tczew–Küstrin-Kietz Grenze: Schneidemühl – Konitz – Gutenwirt (Piła – Chojnice – Gutowiec)
  - Bahnstrecke Gdańsk–Stargard: Ruhnow – Schivelbein – Belgard (Runowo Pomorskie – Świdwin – Białogard)
  - Bahnstrecke Gdańsk–Stargard: Stolp – Lauenburg (Słupsk – Lębork)
  - Bahnstrecke Berlin–Szczecin: Stettin – Tantow (Grenze) (D) (– Berlin)
- Nordostpolen:
  - Marienwerder – Riesenburg (Kwidzyn – Prabuty)
  - Laskowitz – Graudenz – Goßlershausen (Laskowitz – Grudziądz – Jabłonowo Pomorskie)
  - Miswalde – Maldeuten (Myślice – Małdyty)
  - Glommen – Bartenstein – Korschen (Glomno – Bartoszyce – Korsze)
  - Korschen – Skandau (Korsze – Skandawa)
  - Korschen – Rastenburg – Lötzen – Lyck – Białystok (Korsze – Ketrzyn – Giżycko – Ełk – Białystok)
  - Białystok – Czarna Białostocka – Machnacz
  - Białystok – Czeremcha
  - Czeremcha – Hajnówka – Cisówka
  - Ostrolenka – Malkinia – Siedlce
- Südwestpolen:
  - Bahnstrecke Guben–Zbąszynek: Guben – Rothenburg – Neu Bentschen (Guben – Czerwieńsk – Zbąszynek)
  - Niederschlesisch-Märkische Eisenbahn: Guben – Gassen – Sagan (Guben – Jasień – Żagań)
  - Gassen – Schönwalde (Jasień – Sieniawa Żarska)
  - Sorau – Kohlfurt (Żary – Węgliniec)
  - Schlesische Gebirgsbahn: Görlitz – Hirschberg (Gorlice – Jelenia Góra)
  - Liegnitz – Königszelt (Legnica – Jaworzyna Śląska)
  - Schweidnitz – Frankenstein – Kamenz (Świdnica – Ząbkowice Śląskie – Kamieniec Ząbkowicki)
  - Bahnstrecke Wrocław–Międzylesie: Strehlen – Heinrichau – Kamenz (Strzelin – Henryków (Niederschlesien) – Kamieniec Ząbkowicki)
  - Bahnstrecke Wrocław–Międzylesie: Rengersdorf – Lichtenau (Krosnowice – Lichkov (Tschechien))
  - Breslau Hbf – Koberwitz (Wrocław – Kobierzyce)
  - Bahnstrecke Sędzisław–Lubawka: Landeshut – Liebau (Kamienna Góra – Lubawka)
- Südostpolen:
  - Łuków – Lublin
  - Chełm – Włodawa
  - Tomaszów Mazowiecki – Radzice
  - Zagórz – Chyrów (Ukraine)
  - Przemyśl – Chyrów (Ukraine)

## Tschechien
- Bahnstrecke Plauen–Cheb: (Schweinebeutel–) Františkovy Lázně–Cheb (paralleles Gleis der Bahnstrecke Cheb–Oberkotzau, 1945 aufgelassen; echter zweigleisiger Betrieb fand nur zwischen 1939 und 1945 statt)
- Bahnstrecke Praha–Chomutov: Milostín–Sádek u Žatce, Měcholupy–Trnovany (27 km, bis 2007)
- Bahnstrecke Praha–Most: Obrnice–Most (3 km, um 1968)

## Slowakei
- Michaľany – Medzilaborce – Lupków (stufenweise rückgebaut nach dem Ersten Weltkrieg)

## Slowenien
Eingleisig zurückgebaute Strecken:
- Jesenice zahod–Jesenice meja (3,6 km), im Rahmen der Sanierung des Karawankentunnels 2020/2021[17]
- Nova Gorica–Prvačina

## Ungarn
- Transdanubien:
  - Sárbogárd – Rétszilas (9 km; Rückbau nach Erstem Weltkrieg)
- Cisdanubien:
  - Mezőzombor – Sátoraljaújhely (41 km; Rückbau nach Erstem Weltkrieg)
  - Selyp – Salgótarján (48 km; Rückbau nach Erstem Weltkrieg)
  - Soroksár – Kunszentmiklós-Tass (44 km, Rückbau nach Erstem Weltkrieg)
  - Szeged – Újszeged (2 km; Rückbau nach Erstem Weltkrieg, im Zweiten Weltkrieg völlig zerstört)
  - Újszeged – Deszk (10 km; nach Zweitem Weltkrieg wurde das zweite Gleis nicht mehr benutzt)

## USA
- New York City, Harlem River Terminal – Port Chester

## Japan
- Gotemba-Linie (zweigleisig bis 1943, Rückbau wegen Kriegswirtschaft und Rückgang der Verkehrsmenge nach Eröffnung des Tanna-Tunnel 1934)